# Primula chamaedoron
Primula chamaedoron är en viveväxtart som beskrevs av William Wright Smith. Primula chamaedoron ingår i släktet vivor, och familjen viveväxter. Inga underarter finns listade i Catalogue of Life.